# Cryncus sagalus
Cryncus sagalus är en insektsart som beskrevs av Otte, D. 1985. Cryncus sagalus ingår i släktet Cryncus och familjen syrsor. Inga underarter finns listade i Catalogue of Life.